# علي الحسني
علي الحسني (يناير 1897 – 1976) كان لاعب كرة قدم مصري. شارك مع منتخب مصر في الألعاب الأولمبية الصيفية 1920 و1924 و1928، وكان قائداً لمنتخب بلاده في الدورة الأخيرة حيث حصلت مصر علي المركز الرابع. لعب لصالح ناديي الزمالك والأهلي. كان جزءًا من فريق الزمالك الذي فاز بكأس السلطان حسين عام 1921، أول لقب في كرة القدم المصرية.

## الإنجازات
الزمالك
- كأس السلطان حسين: 1920–21، 1921–22
- كأس مصر: 1921–22، 1931–32
- دوري منطقة القاهرة: 1922–23، 1928–29، 1931–32، 1933–34

- كأس الملك فؤاد: 1933–34

الأهلي
- كأس السلطان حسين: 1924–25، 1925–26، 1926–27، 1930–31
- كأس مصر: 1924–25، 1925–26، 1926–27، 1929–30، 1930–31
- دوري منطقة القاهرة: 1924–25، 1926–27، 1930–31

السكة حديد
- كأس السلطان حسين: 1935–36

منتخب مصر
- المركز الرابع في الألعاب الأولمبية الصيفية: 1928

## روابط خارجية
- علي الحسني علي موقع أوليمبيديا (الإنجليزية)